# ليني كليمنتس
ليني كليمنتس (بالإنجليزية: Lennie Clements)‏ هو لاعب غولف أمريكي، ولد في 20 يناير 1957 في Marine Corps Air Station Cherry Point ‏ في الولايات المتحدة.

## وصلات خارجية
- ليني كليمنتس على موقع رابطة لاعبي الغولف المحترفين (الإنجليزية)
- ليني كليمنتس على موقع التصنيف العالمي الرسمي للغولف (الإنجليزية)